# كارلتون إتش رايت
كارلتون إتش رايت (بالإنجليزية: Carleton H. Wright)‏ هو ضابط أمريكي، ولد في 2 يونيو 1892 في نيو هامبتون في الولايات المتحدة، وتوفي في 27 يونيو 1970 في كلاريمونت في الولايات المتحدة.